# Podulce
Podulce so naselje v Občini Krško.